# 亀山薫
亀山 薫（かめやま かおる）は、テレビ朝日系の刑事ドラマ『相棒』の主人公の一人。
杉下右京の初代・五代目相棒。長らく右京と共に数々の事件を解決に導いてきた。
| 演         | 寺脇康文（PS1〜S7-9 / S16-13〈回想〉 / S17-19〈回想〉 / S21-1〜） |
| 年齢       | 36（S1時点） |
| 階級       | - 巡査部長 - → 嘱託職員（S21-1） - → 巡査部長（S21-11） |
| 出身地     | 新潟県 |
| 経歴       | - 新潟県立阿賀野東高等学校 - → 城東大学法学部法学科 - → 警視庁西千住署地域課（1990年9月） - → 警視庁御徒町署警備課（1992年4月） - → 警視庁新橋署刑事課（1993年8月） - → 警視庁刑事部捜査第一課（1995年4月） - → 警視庁特命係（PS1） - → 警察庁長官官房付（S1-11） - → 警視庁交通部運転免許センター（S2-1） - → 警視庁特命係（S2-2） - → 警視庁麹町東警察署刑事課強行犯係（S3-1） - → 警視庁特命係（S3-5） - → 依願退職（S7-9） - → サルウィン親善使節団メンバー（S21-1） - → 警視庁特命係嘱託職員（S21-1） - → 警視庁特命係（司法警察職員として正式に再任用・S21-10） |
| 親族       | - 父・勇(造り酒屋兼市議会議員) - 母・正枝 - 姉・磯村茜 - 妻・美和子(帝都新聞記者→フリージャーナリスト) - 義叔母・アキコ・マンセル |
| 服装       | - 基本的に - フライトジャケット - トレーナー（季節によりTシャツ） - カーゴパンツ。 - ただし、尾行中（S22-6）など、通常とは異なる服装の場合もあり、状況に応じてスーツを着用する場合もある（PS1、S1-12〈終〉など）。 - 国賓として一時帰国の際は歓迎パーティーにサルウィン式の正装、それ以外では半袖のYシャツだったが特命係への復帰後から嘗ての服装になった（S21-1）。 |
| 趣味       | ランニング |
| 好きなもの | - 喫煙（S5まで ） - コーヒー - 昆虫 |
| 苦手なもの | - ヒジキ（S4-12） - あんパン |

## 経歴

### 特命係配属までの経緯
新潟県立阿賀野東高等学校卒業後、野球でのスポーツ推薦で城東大学法学部法学科に進学し、大学卒業後は警視庁に入庁。所轄勤務を経て警視庁刑事部捜査第一課入りを果たすが、定食屋で遭遇した指名手配犯・阿部貴三郎を捕まえようとして逆に人質にされるという失態を犯し、右京の機転によりどうにか阿部を逮捕できたものの、これが原因で特命係に追いやられた（PS1）。

### 特命係以外の配属経歴
S1では一時的に警察庁長官官房付として警察庁に出向した他、S2では特命係復活までの間に警視庁の運転免許試験場、S3では所轄である麹町東署の刑事課捜査一係（強行犯係）に勤務した経歴を持つ。S5-20〈終〉では懲戒免職処分に追い込まれるも地方公務員法を逆手に取った右京の策略で免れている。大学時代からの交際相手である美和子と同棲しており、一度は美和子の浮気により破局に至ったが、後に復縁して入籍している（S3〜4）。

### サルウィンへの移住
NGOのスタッフだった高校時代の友人・兼高公一が殺害された事件が切っ掛けとなり、兼高の妻に夫の死を知らせに彼が活動していたサルウィン共和国へ渡航（S7-2）。そこでの出会いを通じて、兼高の遺志を継ぐと共に腐敗が蔓延しているサルウィンの子供たちに正義の精神を教えることを決意する。国立微生物研究所での事件解決後、右京に別れを告げて警視庁を退職し、美和子と共にサルウィンへ旅立った（S7-9）。以後、S21にて登場するまでは直接的な登場はなかったものの、薫を知る登場人物や後任の相棒から話題に上がったりするなど、その存在を想起させるような描写があった。サルウィンでは学校建設などの事業や腐敗政府打倒に携わり、子供たちに正義の精神や日本語などを教え、校長先生の役職も歴任した（S21-1）。

### サルウィンからの帰還、警視庁再就職及び、特命係再配属までの経緯
サルウィンの腐敗政府を倒した反政府リーダーのアイシャ・ラ・プラントの訪日に伴い、その恩師である薫もサルウィン親善使節団の一員として国賓の扱いで一時帰国し、使節団の歓迎パーティーに右京を招待して再会を果たした。しかしその直後、薫を含む使節団関係者たちに向けて乗客乗員を人質に取った航空機テロの脅迫事件が起こり、アイシャや妻の美和子が巻き込まれたことで再び右京と捜査に当たった（S21-1）。
事件解決後、サルウィン政府より美和子と共にペルソナ・ノン・グラータの指定（事実上の国外退去処分）を受け、日本に帰国。伊丹の尽力とそれを受けた峯秋の根回しにより、警視庁に「嘱託職員」としての籍を得て、再び特命係に勤務することになった（S21-1）。その後、ある事件で関わった衆議院議員・袴田茂昭の計らいにより、司法警察職員（警察官）として正式に再任用された（S21-10）。

## 人物像

### 性格
根が真っ直ぐな熱血漢。楽天家で「腰が重い割に口が軽い」と右京に評される（PS-1〜）。一度気に掛けた相手を放っておけないお人好しな性格や思慮の至らなさが災いしトラブルを引き寄せることが多い。嘘を付くことが苦手で、ごまかそうとしても敬語で話してしまい簡単に見抜かれてしまう（PS-1〜）。妻の美和子や浅倉禄郎は大学時代の同級生（PS-2）。

### 人物
一人称は、ほとんどの場合「俺」（PS-1〜）。右京のことを「右京さん」と呼ぶが、第三者との会話では「杉下さん」と呼んだこともある（S6-17）。愛称は「亀ちゃん」または「薫ちゃん」（PS-1〜）。また伊丹からは「亀」「○○の亀山」（後述）と呼ばれている。
シリーズ開始当初は捜査一課への復帰を目指しており、手柄に執着する描写も多く、同期の伊丹から「特命係の亀山」と呼ばれることを特に嫌っていた。そのため、犯人逮捕だけに注目するあまり地道な捜査を疎かにして、右京から叱責されることもあった（PS2など）。しかし、月日が経つにつれて振る舞いに余裕を見せるようになり、特に伊丹への対応の仕方に対して顕著に表れており、前述の「特命係の亀山〜!」と呼ばれても平然とした態度を取るようになり、数々の事件を通じて右京の正義感に触れるうち、次第に手柄に執着する事もなくなり、右京と同じく正義を純粋に貫いていく姿勢へと変わった。特命係ならではの厄介事を頼まれることも多くそのたびに苦言も呈するが、実際に仕事をする際は真面目にこなしている（S5-11など）。
サルウィンからの帰国後に復帰した際は、厳密には警察官ではなかったため捜査権や警察手帳も持たない状態であったが、「元々、特命係に捜査権はなかったでしょ？」と言って一切意に介さない等、以前と変わりない余裕を見せている（S21-1）。

### 右京との関係
当初、右京とは反りが合わずに彼の辛辣な発言に腹を立てることもあったが、後に右京の心情や思慮に触れる中で彼を徐々に認めていき、右京からも自身の行動や思慮を認められたことで彼の良き相棒となる。時に右京の強引さや策略に振り回されたり、右京の正義に戸惑うこともあったが（S1-4など）、右京が捜査に際して法に触れても彼を信じ抜く意思を貫くようになっていった（S6-19〈終〉など）他、事件解決のために危険な頼みを打診された際、米沢から右京の推理が間違っている可能性やリスクを指摘された際も一切疑う様子を見せず「何年、あの人の相棒やってると思ってるんですか!」と力強く答える等、右京に対して強い信頼を寄せるに至っている(S7-9)。自身の持っている警察官の仲間意識を「諸刃の剣」と右京に評される（S7-7）こともあったが、右京の冷徹な正義の追求に対して人情・優しさによる穏健な行動で支えることも多く、「君がいつもそばにいてくれて助かります」と評価している（S5-1）。右京が捜査に首を突っ込むようになったのは薫の配属以後であることから、小野田からは「薫がいてこそ右京の能力が発揮される」とも認識されていた（S5-20〈終〉）一方で、先述の強引さや策略、違法性が含まれる捜査の仕方を見た小野田に「杉下の正義は時に暴走する。大火傷する前に今後の身の振り方を考えた方が良い」と警告に等しい忠告をされたこともある（S6-19〈終〉）。また、プライベートにおいても歴代相棒の中では特に右京との交流が深く、頻繁に右京を自宅でのパーティー等に誘うこともあり、逆に右京や元妻のたまきからも食事などの誘いを受けて付き合うこともあった（S2-3など）。
右京と再会した当初は、以前と異なり右京の推理や正義を信頼しきれていない節があったが、その後は国賓の立場を利用して右京の後ろ盾となったり（S21-2）、自身が殺人容疑をかけられた際には右京を頼りにしたり（S21-3）、犯人の罠にかかり窮地に陥った際も右京が救出に来てくれることを信じて危険を冒してでも手がかりを集めたりするなど（S23-2）、以前と変わらず右京に信頼を置くようになった。さらには右京が謹慎の身となった際は、変装して重要な情報を集める・右京と密に連絡を取り合いながらも周囲には全くそれを悟られないように振舞うなど、策士としての一面も見せ、右京には「持つべきものは良き相棒です」と評されている（S22-20〈終〉）。

### 能力
運動神経に優れている（PS1〜）。スタミナ面でも強靭で、犯人に重傷を負わされたり、長期間監禁された後でも短期間の入院で回復しており、美和子達を感心させている（S4-8など）。その一方、頭を使うことがやや苦手で、一般常識や教養に疎い所がある（S3-14、S4-12、S5-5）。
人間関係を洞察する能力に優れており、右京を度々感心させている（PS1、S3-9など）。また自然が豊かな環境で育ったことから、昆虫に関する知識は右京をも凌ぐ程博識である（S4-14、S22-3）。鋭い勘の持ち主であり、右京曰く「思い出したように出る神がかりに近いヤマカン」を発揮して事件解決への大きな貢献を果たした他（S1-12〈終〉）、味覚や嗅覚も非常に鋭く、凶器に用いられた食材で調理した料理の味に違和感を覚えたり、専門的知識はないもののワインの味を的確に評価したこともあった（S2-3、S5-9、S5-17など）他、審美眼にも長けており、無自覚ながらも右京ですら見抜けなかった美術品の真贋を当てていた（S21-12）。これらの能力が事件解決の鍵となったこともある（S21-12など）。
サルウィンからの帰国後は、大雑把なヒントや手掛かりを足掛かりにほぼ単独で事件の真相に限りなく近い所まで突き止める等の捜査能力が向上し一般常識や教養に疎い描写もほぼなくなった一方、年相応に体力は落ちている描写があり、追跡していた人物に振り切られてしまった際は、右京からは「昔の君なら、追い付いたんじゃないですか？」と言われている（S21-11）。

## 現実世界での扱い

### キャラクター造形
寺脇は本作以前に『刑事貴族2』でも水谷と共演しており、再び共演できる自分は幸せ者であるとスポーツ報知とのインタビューの中で話し、水谷からいろんなことを学んだと振り返っている。
基本的に薫のキャラ造形は、寺脇の明るい人柄が反映された形となっている。また須藤プロデューサーが薫の名付け親であり、ちょっと中性的でいいと拝借された。
寺脇は薫について、「静と動」という対比がわかりやすく、情のもろさや勢いなど、右京にはない要素があり、事件に向かう際のバランス感覚は薫が一番合っていると番組のファンだというお笑い芸人・ヒデによるインタビューの中で説明している。
初期は演技プランを立ててから現場入りしたが、S3あたりから、薫が勝手にやってくれているような感覚になったことがきっかけで、現場入り前の準備がセリフと気持ちの流れを覚えるだけになった。また、S21での復帰にあたっては、薫に「鍛えてこい」と言われたと寺脇は話している。
薫が普段羽織るフライトジャケットは、AVIREXやALPHAといったアメリカのメーカーが多く用いられている。なお、このジャケットは2008年にグッズ化された。

### 起用・卒業の経緯
亀山薫役として寺脇康文を起用した経緯として、水谷は以下のように語っている。
寺脇は僕が『刑事貴族2』（日本テレビ・1991〜92）に出演したときに、初めて共演したんですね。彼と仕事をしている間、とにかく楽しくて、それが印象に残っていた。だから、『相棒』の松本（基弘）プロデューサーと誰を相棒にするかと話し合ったとき、最初に寺脇の名前が出てきて、すぐに決まりました。まったく迷わなかった—水谷豊
前述の通り、右京の相棒、亀山薫役として寺脇がPS-1からS7-9まで、約8年間の長きに渡って務めたが、本来は組織に不要な人間を右京の下に就けて自ら辞めさせる様に仕向ける部署であった特命係の設定に反して、8年間にも渡って居続けているというリアリティの欠如や、亀山薫という人間のリアルを考えた時に「ずっとこのままでいいとは考えていないだろう。」という思いと、フィクションとは言え、薫と言う人間の人生を曖昧にしたくないと言う思いから、season7を以て薫を「卒業」させるという展開を迎えることになった。なお、こうした考えはseason4の時点で構想され、本作の撮影で約7か月間拘束されている寺脇の今後の俳優生活の将来を思った上での措置でもあったという。
水谷は寺脇の卒業に関して、S4まで続いた時点で寺脇と相棒の映画をやろうと話し合っていたとの事であり、その数年後に『相棒 -劇場版- 絶体絶命! 42.195km 東京ビッグシティマラソン』が公開され、ヒットを出したタイミングで寺脇に対し、「このまま番組を引っ張っていると、ずっと僕の下でやり続けることになる」、「今出れば、『相棒』の勢いがあるから他で主役ができる。だから、いつまでも居ちゃだめだ」と伝え、寺脇としても主役を望んでいる事、水谷自身が主役をやらせてやりたいと言う思いを込めて卒業を促したのだと言う。
この事に関して、当初寺脇は水谷の真意を理解することが出来ず、釈然としないままに降板する形となったが、水谷はこの事に関して、寺脇はこの当時、劇場版で第32回日本アカデミー賞優秀助演男優賞を受賞。脚光を浴びていた時であり、今最も注目されている時期に『相棒』を飛び出すのが一番のタイミングであり、『相棒』がダメになった時点で飛び出してもチャンスに恵まれにくくなる上、安住の地にいつまでもいない方が良いと考えた上での処置であったと言う。
後年になって、寺脇が水谷に対してこの処置についてのやり取りをしており、その時を振り返った水谷は以下のように語っている。
のちに寺脇が、なにかで話していましたね。『あのとき豊さんが何でそんなことを言うのか分からなかったけど、後で分かった』と。寺脇は辞めたくなかったかもしれない。だけど僕は『主役をやれ。主役として責任を背負う経験をするのは、役者にとって大きなチャンスだ。新しく見えてくるものが必ずあるから』と伝えた—水谷豊

### 反響・評価
ねとらぼ調査隊が2024年に行った「相棒」の登場人物人気ランキングでは第一位であった。
社会学者の太田省一は、刑事ドラマで演者が降板する際はキャラクターも殉職させることが一般的なのに対して、本作がそれをしなかったことを評価している。また薫がサルウィンへ渡航する前の事件となったS7-8およびS7-9について、再び人質にされつつも、最初の事件で右京から教わったことを活かして脱出した描写から2人のきずなの深まりがうまく表現されていると評価している。
また、太田によると、薫は歴代相棒の中では最も典型的なバディであったと評しており、英国風のスーツ姿にメガネを着用し、冷静沈着で頭脳明晰な右京と、ワイルドさ溢れるフライトジャケット姿で行動的な猪突猛進型の薫とは、「静」と「動」の明確な対照となっている所は、日本テレビ系で1986年に放送された『あぶない刑事』や、TBSテレビ系の、2020年放送の『MIU404』などの様に、刑事ドラマでは基本的な対比構造は対照的なキャラクターがあてがわれる事が定番となっている。
一方で薫以降に右京の相棒となった神戸尊はスパイとして送り込まれた経緯から素直に従わずに反発することもありつつ、互いに歩み寄って信頼関係を築き上げ、さらにその後に来た甲斐享は、刑事としての資質や正義感の強さを認めた右京が自ら引き抜き、半ば師弟関係のような間柄を築き上げていったものの、薫ほど明白なコントラストや対照的要素はなくなっていたと評しており、とりわけ、享の後任としてやって来た冠城亘は、事件解決のためには手段を選ばず、徹底的に真相の追求をし続ける一方で人情味のある一面を見せるなど、一本芯の通った掴み所の無さが右京と共通している似た者同士であった事に加え、長らく相棒として行動を共にしてきた事もあって、大人の成熟した相棒となっていたことで生まれる安定感があったのだが、相棒を亘から再び薫にチェンジすることで、その安定感を一度、壊して新たな関係を再構築する大きな切っ掛けにしたかったのと同時に、如何なる人も例外なく、犯罪を絶対に見逃さず法の元に平等に裁かせる事を絶対の正義とする右京が持つ青臭い正義感への原点回帰を図るためだったのではないかと評価している。

## 親族

### 亀山正枝
| 演   | 深浦加奈子（S3-8）               |
| 親族 | - 夫・勇 - 娘・磯村茜 - 息子・薫 |

薫の母。新潟県で造り酒屋を市議会議員の夫・勇と共に営んでいる（名前・職業は、PS1で映される薫の履歴書の情報による）。

### 磯村茜（いそむら あかね）
| 演   | 戸田恵子（S4-21〈終〉）      |
| 親族 | - 父・勇 - 母・正枝 - 弟・薫 |

薫の実姉。新潟県在住。パワフルな性格で、声が大きい上に世話好きであるが、お人好しなところは薫に似ている。新潟から上京してきた際には美和子が落とした婚姻届を拾って勝手に役所へ提出した。

### 亀山美和子（かめやま みわこ）
| 演   | 鈴木砂羽（PS1〜S7-9 / S21-1〜） |
| 年齢 | 32（S1時点） |
| 経歴 | - 城東大学 - → 帝都新聞社会部（PS1〜S4） - → フリージャーナリスト（S5〜S7-9） - → フリーライター（S21-10） - → 帝都新聞記者（業務委託）（S23-1） |
| 親族 | - 夫・薫 - 伯母・アキコ・マンセル |

薫の交際相手→妻。帝都新聞社会部の元記者（警視庁記者クラブ所属）で、フリージャーナリスト。旧姓は奥寺（おくでら）、生年月日は1970年（昭和45年）11月12日で、S1時点で32歳である。
さばさばした性格で気が強い快活な女性。一方、薫に他の女性の影を感じると嫉妬してしまう一面もある。職業柄事件に関する情報を持っていることが多く、特命係に情報を提供したり、逆に上層部が握りつぶした不祥事などを特命係から提供されたりと、公私ともに持ちつ持たれつの関係を築いている。但し、内部機密などは少ない。薫とは大学時代から交際して長い間同棲しており、自身の浮気を発端とした破局・復縁などの紆余曲折を経て薫と入籍した（S3、S4-12〜20）。その後、10年余り勤めた帝都新聞を辞めてフリージャーナリストに転身し（S5）、特命係を去った薫とともにサルウィンへ旅立った（S7-9）。
後年、訪日使節団の一員に選ばれた薫に同行して一時帰国した際に本人のあずかり知らないところで航空機テロの標的として事件に巻き込まれかけるが、無事に到着を果たした（S21-1）。その後は右京と再会し、捜査のためサルウィンに向かう右京の案内役として現地に同行するなど、右京と薫の捜査に積極的に協力していた。しかし、事件の真相が日サ間の外交関係に影響するものであったことから、薫と共にサルウィン政府よりペルソナ・ノン・グラータの指定を受けて日本に帰国する。その後は茉莉に「こてまり」でのアルバイトに誘われ（S21-1）、実際に勤務している（S21-3）。また、ジャーナリストとしての経験を活かしてネットニュースのライターとしても活動（S21-8、10）、さらに古巣の帝都新聞に業務委託を受ける形で復職、記者として政治や事件の取材に当たっている（S23-1）。
薫のことは「薫ちゃん」と呼んでいる。普段の料理の腕は悪くないが、創作料理の腕前に関しては壊滅的であり、「美和子スペシャル」という妙な色合いの料理を度々披露して右京や薫を辟易させている（S5-13など）。
現実世界での扱い
薫に対する「○○したまえ」という言い回しは、演者である鈴木本人の口癖に由来し、彼女が劇中でアドリブとして使ったところ脚本家らも何気なく使うようになり、その後は美和子の性格に合っているとして定着した（S3 DVD 第1巻 スペシャルコンテンツ インタビュー）。また、2008年4月26日深夜放送の『テラコヤ!』では、美和子の手料理である「美和子スペシャル」が再現された。なお、ラベンダー色という奇抜な色は赤カブの色素に由来する。

### アキコ・マンセル
| 演   | 草村礼子（S1-7）                            |
| 親族 | - 夫・アルバート・マンセル - 姪・亀山美和子 |

美和子の伯母。イギリス人のアルバート・マンセルと結婚してロンドンに居住していたが、夫の死去直後に一時帰国し、薫と美和子宅に数日間泊まる。その間、マイペースな行動で二人を振り回すが、ロンドン在住経験のある右京とは意気投合した。